# DVB-S
数字卫星视频广播（英語：Digital Video Broadcasting – Satellite, DVB-S）是卫星电视的初版DVB标准，早期版本可追溯至1995年，该项目于1993年开始研究，1997年结束。亚洲的卫星电视和澳大利亚的Galaxy率先将DVB-S商用，向公众提供数字卫星电视服务。
它运用于世界各地的卫星。 DVB-S采用多路复用与单频道模式，采用该技术的还有运用欧洲Astra的天空英國 、美国Dish Network、Globecast、加拿大贝尔卫星电视等。
虽DVB-S标准仅指定物理链路特性和帧，但DVB-S的叠加传输流被指定为MPEG-2（称为MPEG-TS）。
一些业余电视爱好者也使用DVB-S在1.2 GHz业余频段输出信号。